# Jipe-See
Der Jipe-See, manchmal auch Djipesee (englisch Lake Jipe), ist ein See an der Grenze zwischen Tansania und Kenia.

## Lage
Der See ist 12 Kilometer lang und 2,5 Kilometer breit und hat eine durchschnittliche Tiefe von 3 Metern. Von den 28 Quadratkilometer gehören 15 zu Kenia und 13 zu Tansania. Er liegt auf 704 m Höhe und wird von Bächen, die am Kilimandscharo oder dem Pare-Gebirge entspringen, gespeist. Auf kenianischer Seite grenzt er an den Tsavo-West-Nationalpark.

## Ökologie
Die Verschlechterung der Wasserqualität und der sinkende Pegel des Sees verschärfen die Situation für den bedrohten Oreochromis jipe und haben die Fischerei im See zusammenbrechen lassen.
Es wird geschätzt, dass der See um 80 Prozent in den letzten 40 Jahren geschrumpft ist. Zwar gibt es spärliche Daten über den See, aber man nimmt an, dass die Speicherkapazität von mehr als 60 Millionen Kubikmeter Wasser auf 20 Millionen Kubikmeter in den vergangenen 10 Jahren gesunken ist.
Dennoch gilt der See als eines der wichtigsten Rückzugsgebiete für Wasservögel in Kenia. 